# Горинь Ольга Павлівна
Ольга Павлівна Горинь (до шлюбу Мацелюх; 15 жовтня 1930, Цетуля, Львівський повіт, Львівське воєводство, Польська Республіка — 11 лютого 2021, Львів, Львівська область, Україна) — діячка ОУН та УПА, дисидентка та політична ув'язнена часів СРСР, громадська діячка, майстриня художньої вишивки.

## Життєпис
Народилася 15 жовтня 1930 року в селі Цетуля, що тоді входило до складу Польської Республіки. Батько — Павло Матвійович Мацелюх (1903—1987) — громадсько-політичний діяч, просвітянин, кооперативний діловод, державний службовець. Мати — Мотрона Романівна Мацелюх (до шлюбу Вахула) (1901—1993) — селянка.

### Діяльність в ОУН-УПА
У молоді роки активно займалася в Організації українських націоналістів та Українській повстанській армії. Зокрема, вона тиражувала та розповсюджувала підпільну літературу самвидаву, писала листи, вірші та інші твори, що викривали злочини Сталіна та КПРС на Галичині.
За свою діяльність була заарештована 9 квітня 1952 року. Її засудили до 25 років таборів суворого режиму та 5 років позбавлення прав. Спочатку відбувала покарання в Інті, що в Комі АРСР. Згодом її перевели в Абезь, потім — у Коксунь у Казахській РСР. Звільнена достроково в 1956 році.

### Громадська діяльність
Після дострокового звільнення від покарання Ольга Горинь вступила у Львівський університет, який закінчила в 1961 році. У 1962 році працювала в науковій бібліотеці Львівського університету, у 1962-1966 роках — художньою керівницею Будинку вчителя у Львові. До 1972 року вчителювала.
Була активною громадською діячкою. Виступала проти порушення громадських прав людини та за легалізацію УАПЦ та УГКЦ. Після відновлення незалежності України в 1991 році виступила ініціаторкою відновлення «Союзу українок». Також із 1991 року була головою Української християнської партії жінок.

### Мистецька діяльність
Крім громадської діяльності, активно займалася мистецтвом, основним видом якого була художня вишивка. У її доробку — переважно українське народне вбрання: свитки, накидки, безрукавки, кептарі, сукні, які виготовлялися бісером та вишиванням. Брала участь у художніх виставках із 1966 року. Провела персональну виставку у 2004 році в Києві. У 1981 році стала народною майстринею декоративно-ужиткового мистецтва.

## Родина
Молодші брати — мікробіолог-генетик Богдан Мацелюх та художник Ярослав Мацелюх. Чоловік — відомий дисидент Михайло Миколайович Горинь. Дочка — Оксана, син — Тарас.